# Міський сад (Сімферополь)
Міський сад (крим. Bağça şeer), Сімферопольський міський парк культури та відпочинку, Центральний парк культури та відпочинку, розмовне парк за кінотеатром «Сімферополь» — парк у центрі Сімферополя, у Київському районі, найстарший парк міста.
Розташовується між Проспектом Кірова, вулицями Леніна, Шмідта, та Набережною з річкою Салгир.

## Історія
У часи Кримського ханства до території сучасного парку доходив міський цвинтар, біля нього розташовувалося джерело Азіз-су.
У 1809 році за губернатора Бороздіна було вирішено розбити громадський сад, навіщо «городити порожнє місце над річкою Салгир палісадом і насадити деревами». Через кілька років сад зруйнували вандали, у рапорті сімферопольського градоначальника зазначено, що «огорожа розкрадена, а дерева майже всі винищені».
У 1820 році таврійський цивільний губернатор Баранов віддав розпорядження про влаштування громадських садів у Сімферополі, Севастополі, Феодосії. Саджанці для казенних садів поставлялися із створеного 1811 року Нікітського ботанічного саду. Сад був створений на лівому березі Салгира, навпроти будинку губернатора, вхід був платний.
В 1857 році з джерела Азіз-су зцілився сліпий грек Апостол Савопуло, що віддячив спорудженням фонтану Савопуло.
У 1890 році у саду з'явилися літній театр і ресторан, і грандіозний за своїми розмірами пам'ятник Катерині II.
18 жовтня 1905 року у Сімферополі було отримано телеграму з царським маніфестом, у якому обіцялися «непорушні основи громадянської свободи: справжня недоторканність особистості, свобода совісті, слова, зборів та спілок». Читання маніфесту було зустрінуте тріумфуванням. У місті відбулася багатолюдна демонстрація. Під червоним прапором з написом «Хай живе свобода!» демонстранти рушили Катерининською (Карла Маркса) до будівлі губернської в'язниці й зажадали звільнення політичних в'язнів. Адміністрація її змушена була задовольнити цю вимогу. Разом зі звільненими з в'язниці демонстранти рушили до міського саду, розраховуючи провести тут мітинг.
Мітинг не відбувся. Організовані владою чорносотенці зустріли демонстрантів із ломами, кілками, кийками, а дехто з револьверами в руках. Майже під вікнами губернаторського будинку і поліцейської дільниці, біля пам'ятника Катерині II було вбито 46 осіб і 55 понівечено. На згадку про ці трагічні події на будівлі кінотеатру «Сімферополь» з боку парку встановлено меморіальну дошку.
Невдовзі після Перших визвольних змагань монумент імператриці був знятий, на його місці було встановлено «Пам'ятник Свободи»: він зображував робітника, якій молотом розбиває ланцюги, що обплутують земну кулю.
За радянських часів вхід у садок, названий вже Центральним парком культури та відпочинку, став безкоштовним, вздовж доріжок саду невдовзі з'явилися фігури фізкультурниць та фізкультурників.
У 1940 році на зміну «Пам'ятнику Свободи» прийшов пам'ятник Леніну.
У 1970-х роках парк було реконструйовано. На місці пам'ятника Леніну спорудили фонтан, перебудовано літній театр, що вміщає 1200 осіб, посаджено нові дерева, квіти, упорядковано доріжки.
У 1990-х роках парк запустився. У 2007 році було здійснено першу хвилю реконструкції парку: споруджено два штучні ставки з дренажною системою, встановлені нові лавки, облагороджені доріжки.
Наступний етап реконструкції був запланований на 2014 рік.
У 2016 році окупаційна влада, разом з реставрацією пам'ятника Катерині, перейменувала парк в «Катерининський сад».

## Світлини

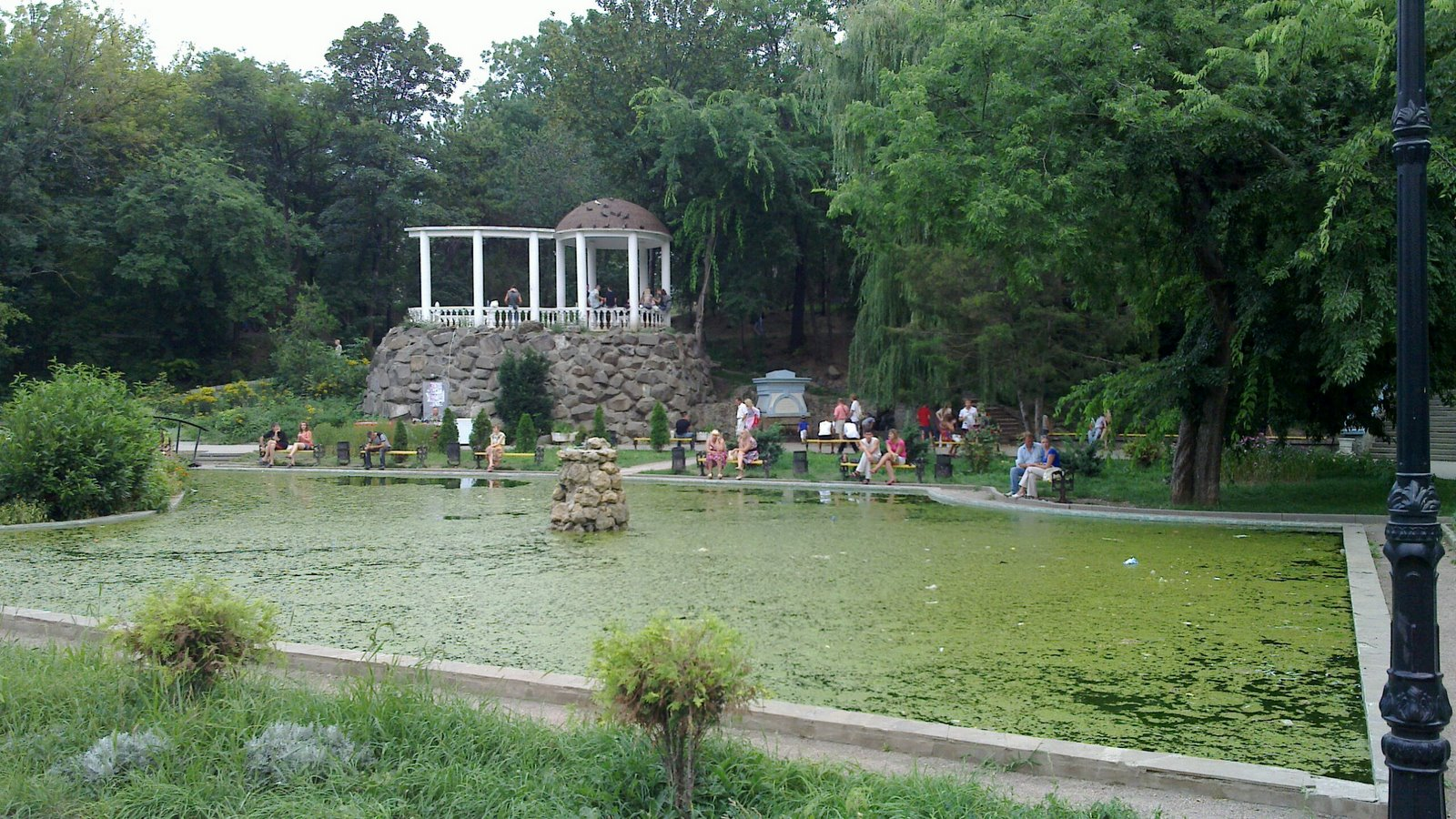
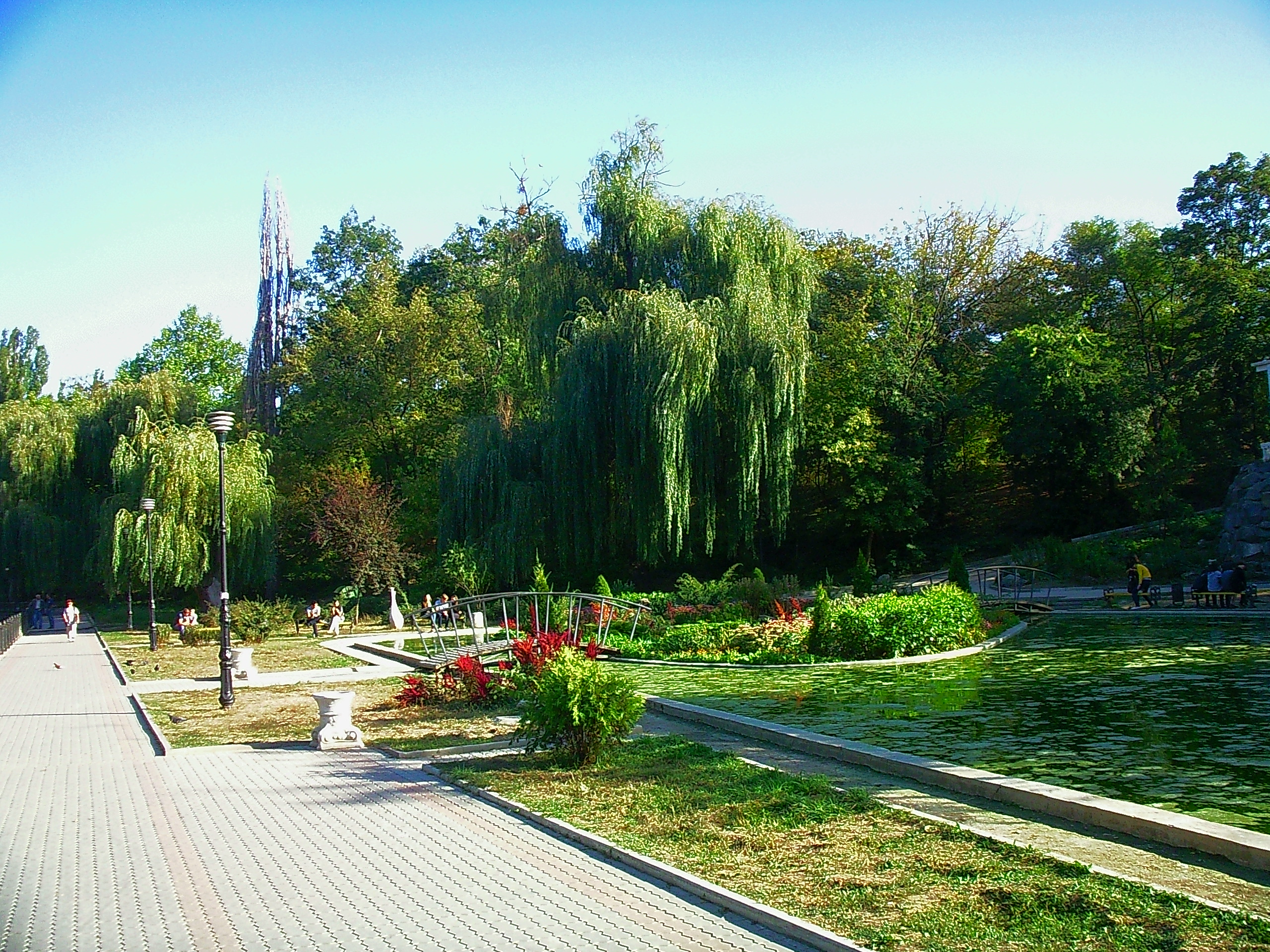
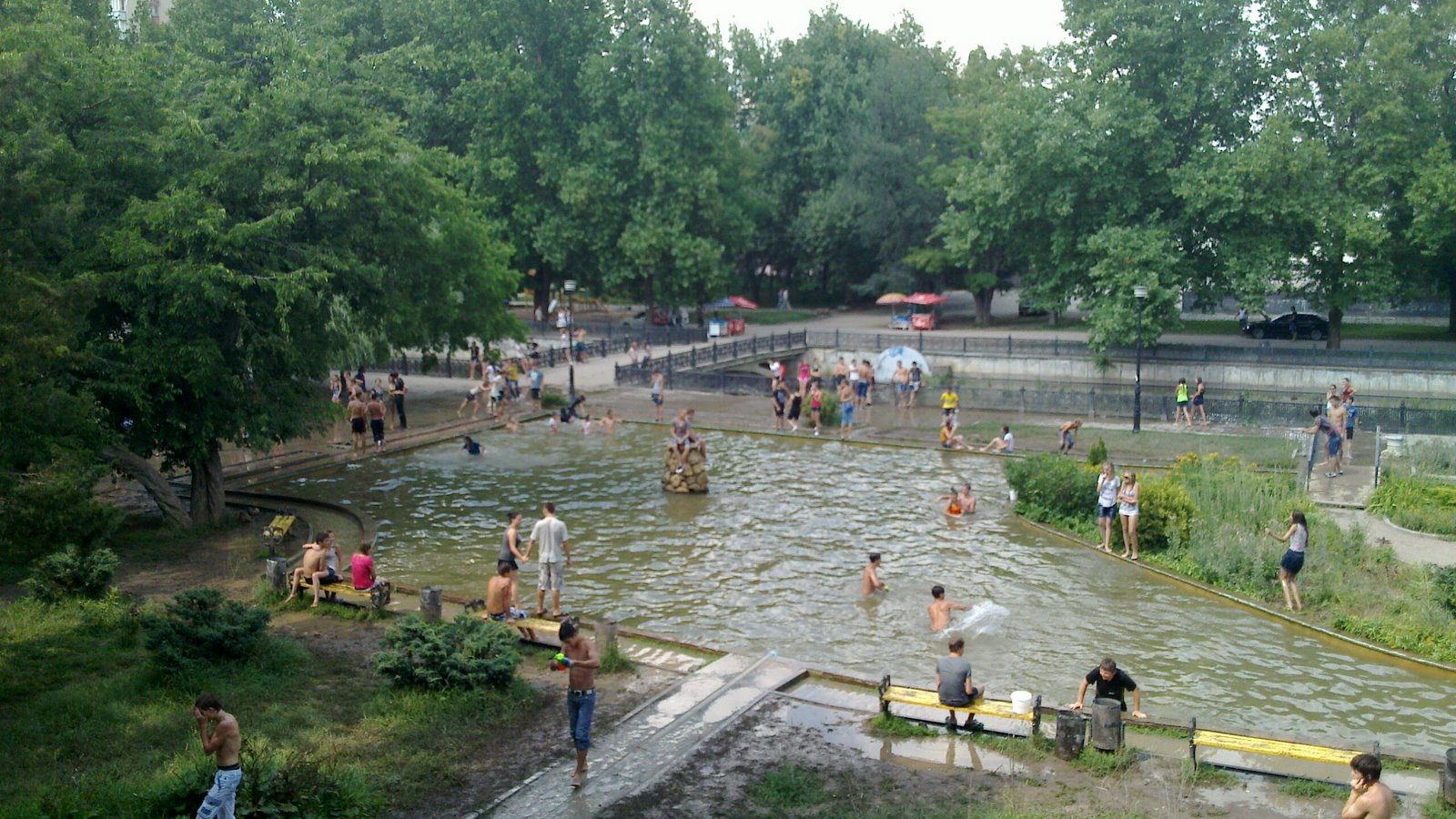
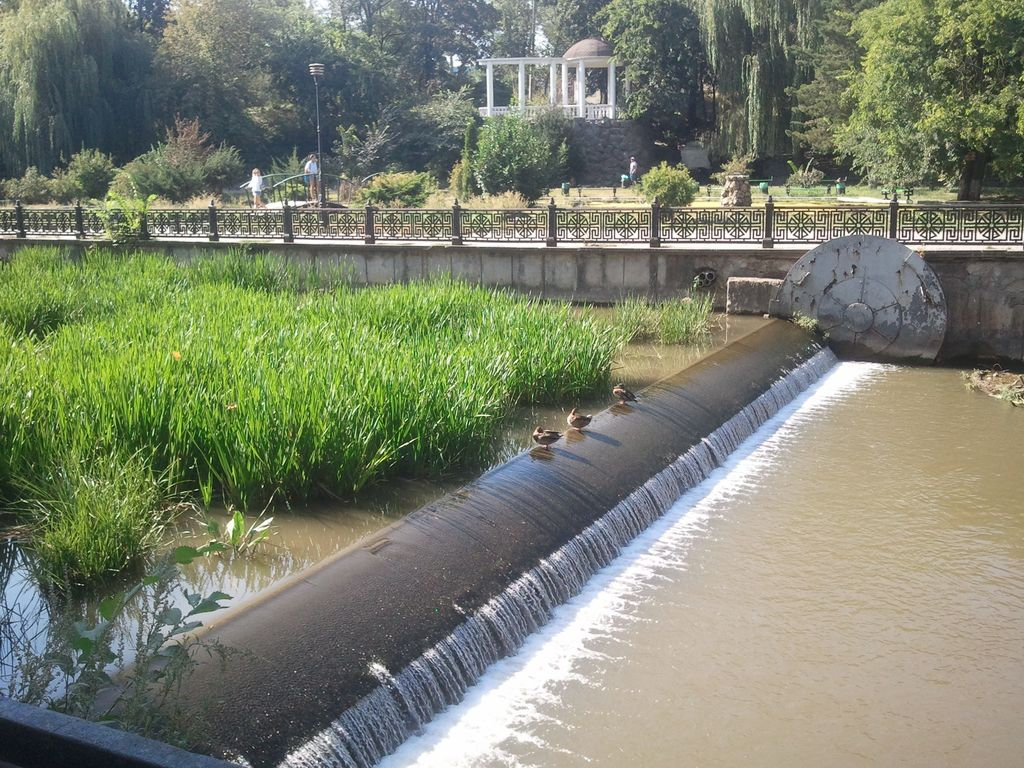
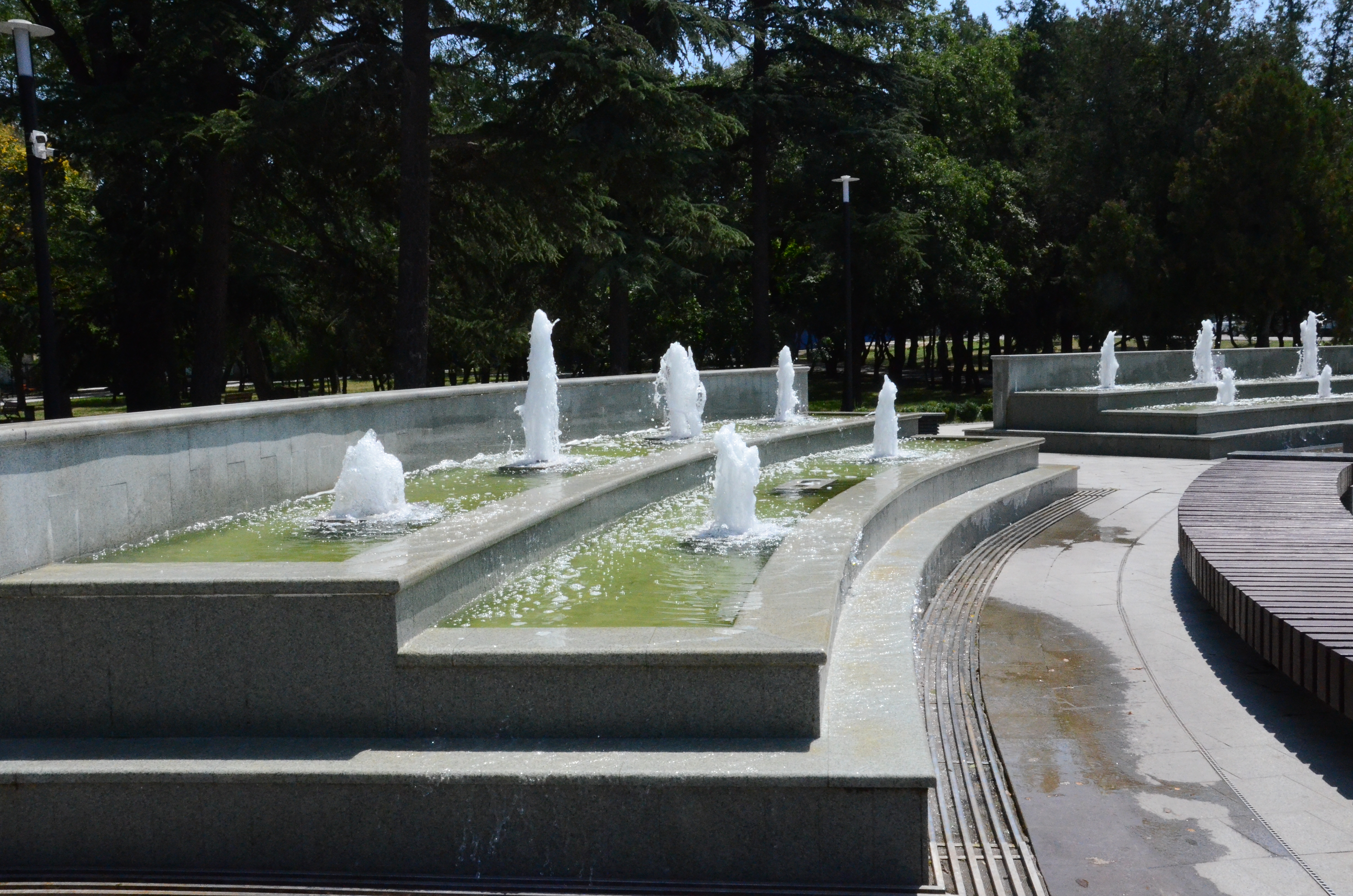
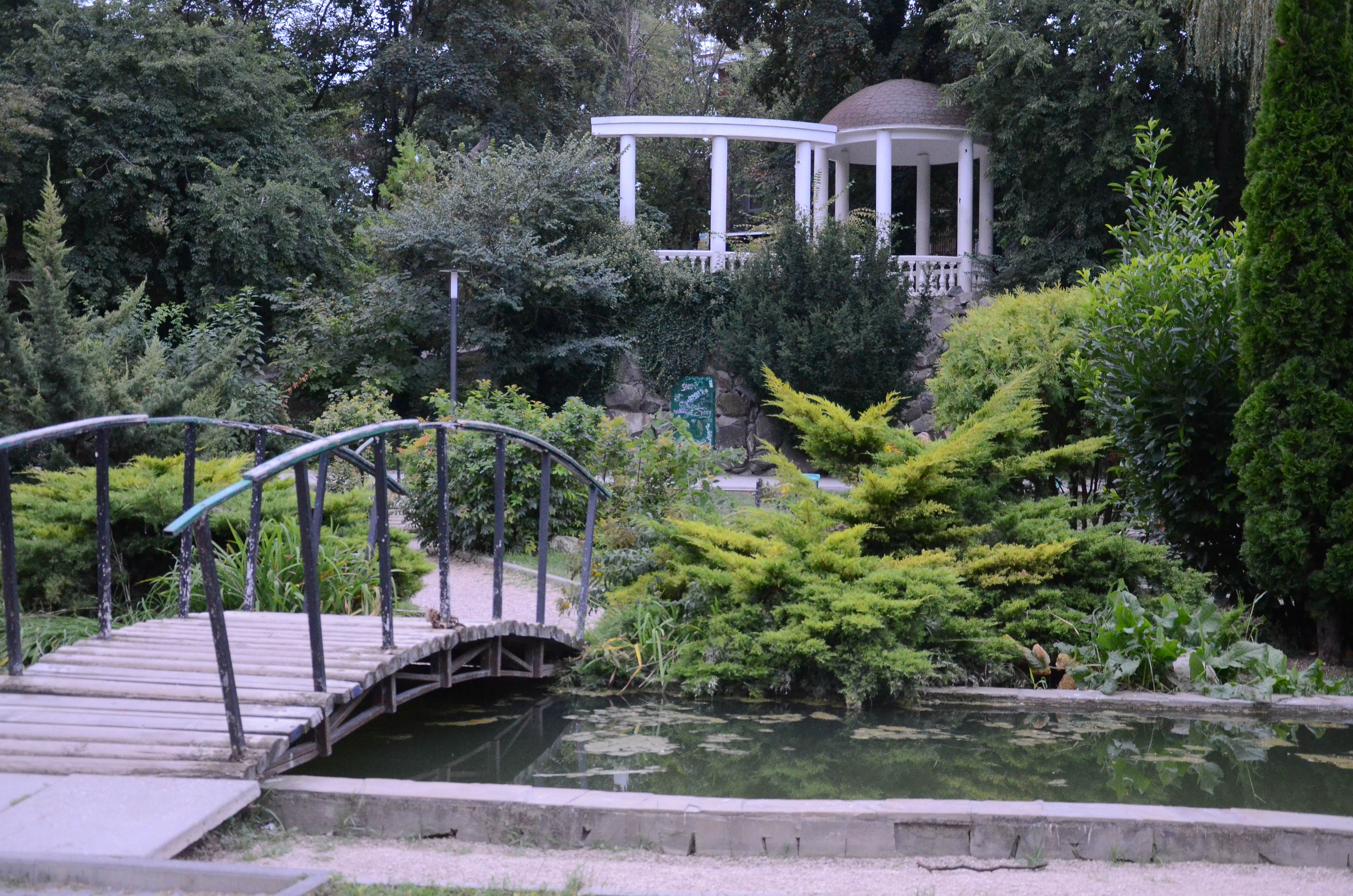

## Основні об'єкти парку
- Фонтан Савопуло
- Сімферополь (кінотеатр)
- Пам'ятник Катерині II